# レジー・ペリー
レジナルド・ペリー(Reginald Jordan Perry, 2000年3月21日 - ）は、アメリカ合衆国・ミシシッピ州フローウウッド出身のプロバスケットボール選手。

## NBAキャリア

### ブルックリン・ネッツ/ロングアイランド・ネッツ
2年間ミシシッピ州立大学でプレーした後、NBAドラフトにアーリーエントリーを発表し、2020年11月18日に行われた2020年のNBAドラフトにてペリーは、ロサンゼルス・クリッパーズに全体57位で指名された。その後、11月19日にブルックリン・ネッツにトレードされ、27日にネッツと正式に契約を結んだ。同年12月19日、ペリーの契約は2way契約に変更された。

## 個人成績

### カレッジ
| シーズン | チーム             | GP | GS | MPG  | FG%  | 3P%  | FT%  | RPG  | APG | SPG | BPG | PPG  |
| -------- | ------------------ | -- | -- | ---- | ---- | ---- | ---- | ---- | --- | --- | --- | ---- |
| 2018–19  | ミシシッピ州立大学 | 34 | 18 | 23.9 | .502 | .282 | .716 | 7.2  | .6  | .6  | .7  | 9.7  |
| 2019–20  | ミシシッピ州立大学 | 31 | 31 | 31.1 | .500 | .324 | .768 | 10.1 | 2.3 | .8  | 1.2 | 17.4 |
| キャリア | キャリア           | 65 | 49 | 27.3 | .501 | .309 | .748 | 8.6  | 1.4 | .7  | .9  | 13.4 |